# 1081-es busz
Az 1081-es jelzésű autóbuszvonal távolsági autóbuszjárat Tiszakécske és Budapest között, melyet a MÁV Személyszállítási Zrt. lát el.

## Közlekedése
Korábban naponta egy járatpár szállította az utasokat, emellett a hetek első munkanapját megelőző napokon közlekedett egy Tiszakécske-Budapest viszonylatú járat is.
2024. augusztus 17-ei menetrend módosítások óta a hetek első munkanapját megelőző napokon közlekedő járatnak maradt meg ez a vonalszáma. A járat Kecskemét és Budapest között autópályán közlekedik.
Útvonalának hossza 116,1 km, menetideje 2 óra 5 perc.

## Megállóhelyei
| 0  | Tiszakécske, Templom tér végállomás               | 546, 625, 5202, 5203 |                                                                   |
| 1  | Tiszakécske, Erkel fasor                          | 546, 625, 5202, 5203, 5249 |                                                                   |
| 2  | Tiszakécske, Szabolcska utca                      | 546, 625, 5202, 5203 |                                                                   |
| 3  | Tiszakécske, Szolnoki út                          | 546, 625, 5202, 5203, 5249 |                                                                   |
| 4  | Tiszakécske, városháza                            | 1517 546, 625, 5202, 5203, 5249 |                                                                   |
| 5  | Tiszakécske, kerekdombi elágazás                  | 546, 625, 5202, 5203 |                                                                   |
| 6  | Tiszakécske, vasúti átjáró                        | 546, 625, 5202, 5203 |                                                                   |
| 7  | Tiszakécske, Dózsa telep                          | 546, 625, 5202 |                                                                   |
| 8  | Tiszakécske, Kőrösi híd                           | 546, 625, 5202 |                                                                   |
| 9  | Kerekdombi dűlő                                   | 625, 5202 |                                                                   |
| 10 | Tiszakécske, Porga–tanya                          | 625, 5202 |                                                                   |
| 11 | Szentkirály, Pekár–tanya                          | 625, 5202 |                                                                   |
| 12 | Szentkirály, Kokovai–dűlő                         | 625, 5202, 5205 |                                                                   |
| 13 | Szentkirály, Kordik–bejáró                        | 625, 5202, 5205 |                                                                   |
| 14 | Szentkirály, Szenti István tér                    | 625, 5202, 5203, 5205 |                                                                   |
| 15 | Szentkirály, Rákóczi utca                         | 625, 5202, 5203 |                                                                   |
| 16 | Szentkirály, Gácsi vendéglő                       | 625, 5202, 5203, 5205 |                                                                   |
| 17 | Kecskemét, Határút (4622 sz. út)                  | 625, 5202, 5203, 5205 |                                                                   |
| 18 | Kecskemét, Repülőtér                              | 4A 1085, 1087 5202, 5203, 5205, 5208, 5210, 5212 |                                                                   |
| 19 | Kecskemét, Szőlőfürt Fogadó                       | 4A 5202, 5203, 5205, 5208, 5210, 5212 |                                                                   |
| 20 | Kecskemét, autóbusz-állomás                       | 1, 1D, 2D, 2S, 7, 7C, 12D, 15, 21, 22 550, 551, 616, 625 1080, 1085, 1087, 1090, 1092, 1348, 1362, 1376, 1499, 1524, 1529, 1547, 1566 5075, 5202, 5203, 5205, 5208, 5210, 5212, 5214, 5215, 5216, 5217, 5219, 5220, 5221, 5222, 5223, 5224, 5225, 5226, 5227, 5228, 5229, 5231, 5232, 5233, 5234, 5235, 5237, 5238, 5240, 5241, 5242, 5245, 5255                                |                                                                   |
| 21 | Kecskemét, Széchenyiváros                         | 616, 625 1080, 1085, 1087, 1090, 1092 5240, 5241, 5242, 5245 |                                                                   |
| 22 | Budapest, Népliget autóbusz-pályaudvar végállomás | 1 83 901, 914, 914A, 918, 950, 950A 607, 608, 616, 625, 626, 628, 629, 630, 631, 632, 635, 636, 650, 653, 654, 655, 656, 660, 679, 705 1080, 1085, 1087, 1090, 1092, 1094, 1110, 1111, 1113, 1115, 1120, 1121, 1125, 1130, 1131, 1134, 1136, 1172, 1173, 1174, 1175, 1176, 1177, 1183, 1184, 1185, 1186, 1187, 1188, 1194, 1205, 1212, 1215, 1216, 1229, 1251, 1253, 1257, 1268 | Népliget autóbusz-pályaudvar Népliget Planetárium, Groupama Aréna |